# ساموئل آلیتو
ساموئل آنتونی آلیتو جونیور (انگلیسی: Samuel Anthony Alito, Jr.;‎/əˈliːtoʊ/‎; ۱ آوریل ۱۹۵۰) یک قاضی دستیار در دیوان عالی ایالات متحده آمریکا است که توسط جورج دبلیو بوش کاندید شد و در ۳۱ ژانویه ۲۰۰۶ کارش را آغاز کرد.